# 密蘇里里弗鎮區 (密蘇里州聖路易斯縣)
密蘇里里弗鎮區（英語：Missouri River Township）是位於美國密蘇里州聖路易斯縣的一個行政鎮區。

## 地方資料
密蘇里里弗鎮區的面積為66.47平方千米，當中陸地面積為66.42平方千米，而水域面積為0.05平方千米。根據2020年美國人口普查的數據，當地共有人口37018人，而人口密度為每平方千米556.91人。